# Costus bracteatus
Costus bracteatus là một loài thực vật có hoa trong họ Costaceae. Loài này được Rowlee mô tả khoa học đầu tiên năm 1922.